# XO (nummer)
XO is een nummer van de Amerikaanse r&b-zangeres Beyoncé uit 2013. Het is de tweede single van haar titelloze vijfde studioalbum.
XO zorgde voor veel ophef bij een groep astronauten, omdat de zangeres een geluidsfragment heeft gebruikt van de Amerikaanse spaceshuttle Challenger. Dit ligt gevoelig omdat de spaceshuttle ongeveer 70 seconden na de lancering in 1986 uit elkaar viel. De groep ruimtevaarders vindt het ongepast dat Beyoncé het fragment in haar muziek gebruikt. Beyoncé laat in een verklaring weten dat ze de overleden bemanningsleden juist wilde eren.
Het nummer werd wereldwijd een bescheiden hit. In de Amerikaanse Billboard Hot 100 haalde het de 45e positie. In de Nederlandse Top 40 haalde het de 24e positie, in Vlaanderen bleef het steken op de 3e positie in de Tipparade.
De Amerikaanse singer-songwriter John Mayer bracht in 2014 een akoestische cover van het nummer uit. Eerder zong hij het nummer al tijdens een concert in Adelaide. Drie dagen voordat dat concert plaatsvond, prees Mayer Beyoncés versie al via Twitter. Mayers versie deed het in de hitlijsten echter minder goed dan Beyoncés versie; in de Amerikaanse Billboard Hot 100 kwam het op de 90e positie terecht en in de Nederlandse Top 40 kwam het niet eens voor. Wel haalde het de 25e positie in de Nederlandse Single Top 100.